# 嘉定博物馆

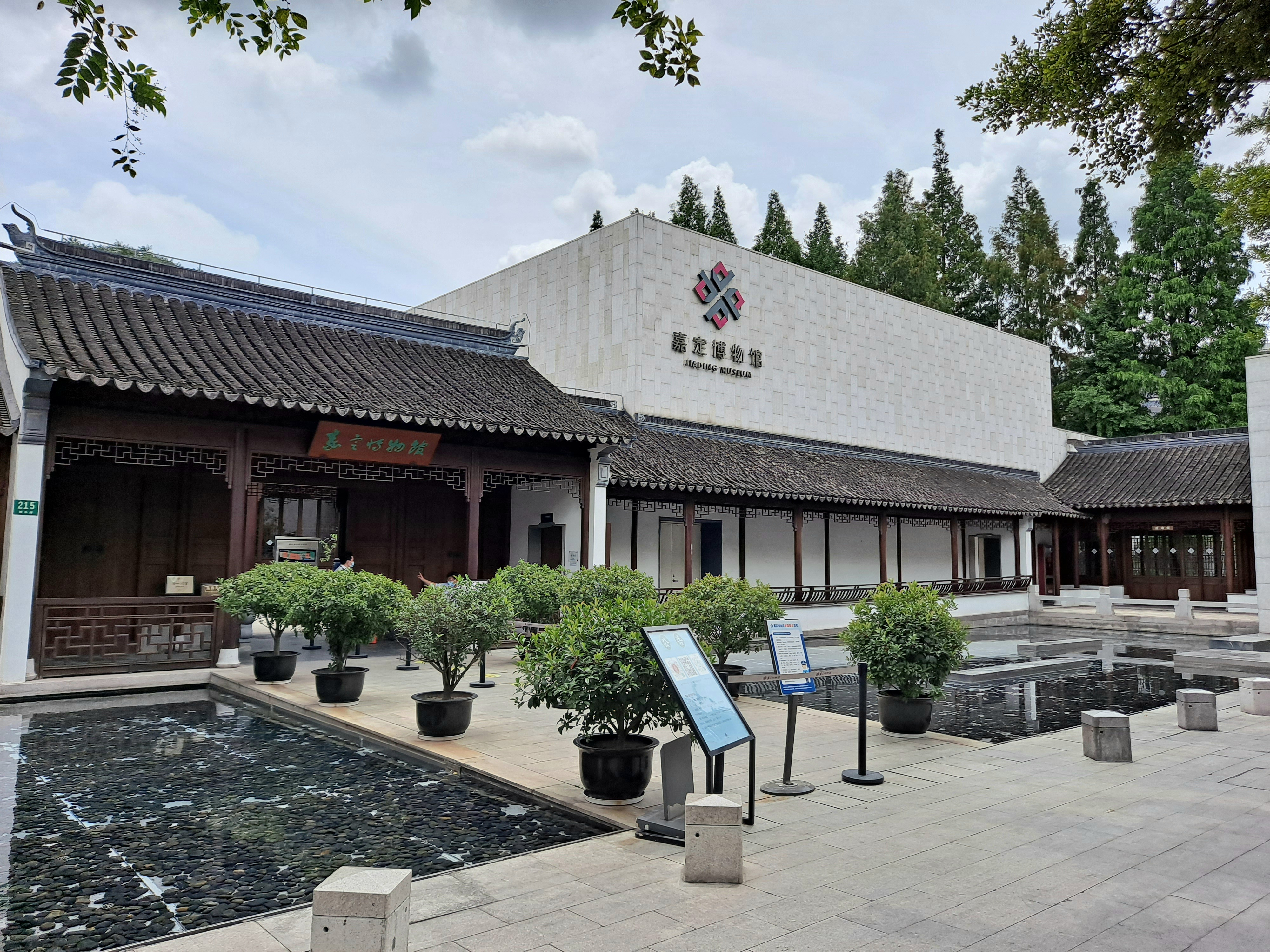
嘉定博物馆

嘉定博物馆（英語：Jiading Museum）是位于上海嘉定区的博物馆。

## 历史
1959年10月建立，新馆2010年开工建设，2013年6月落成开馆。除新馆外还还下辖三个场馆。包括
- 新馆，位于嘉定区博乐路215号
- 嘉定孔庙（包括上海中国科举博物馆），位于嘉定区南大街183号
- 法华塔（包括顾维钧陈列室和胡厥文生平陈列室），位于嘉定区南大街349号
- 嘉定竹刻博物馆，位于嘉定区南大街321号[2]

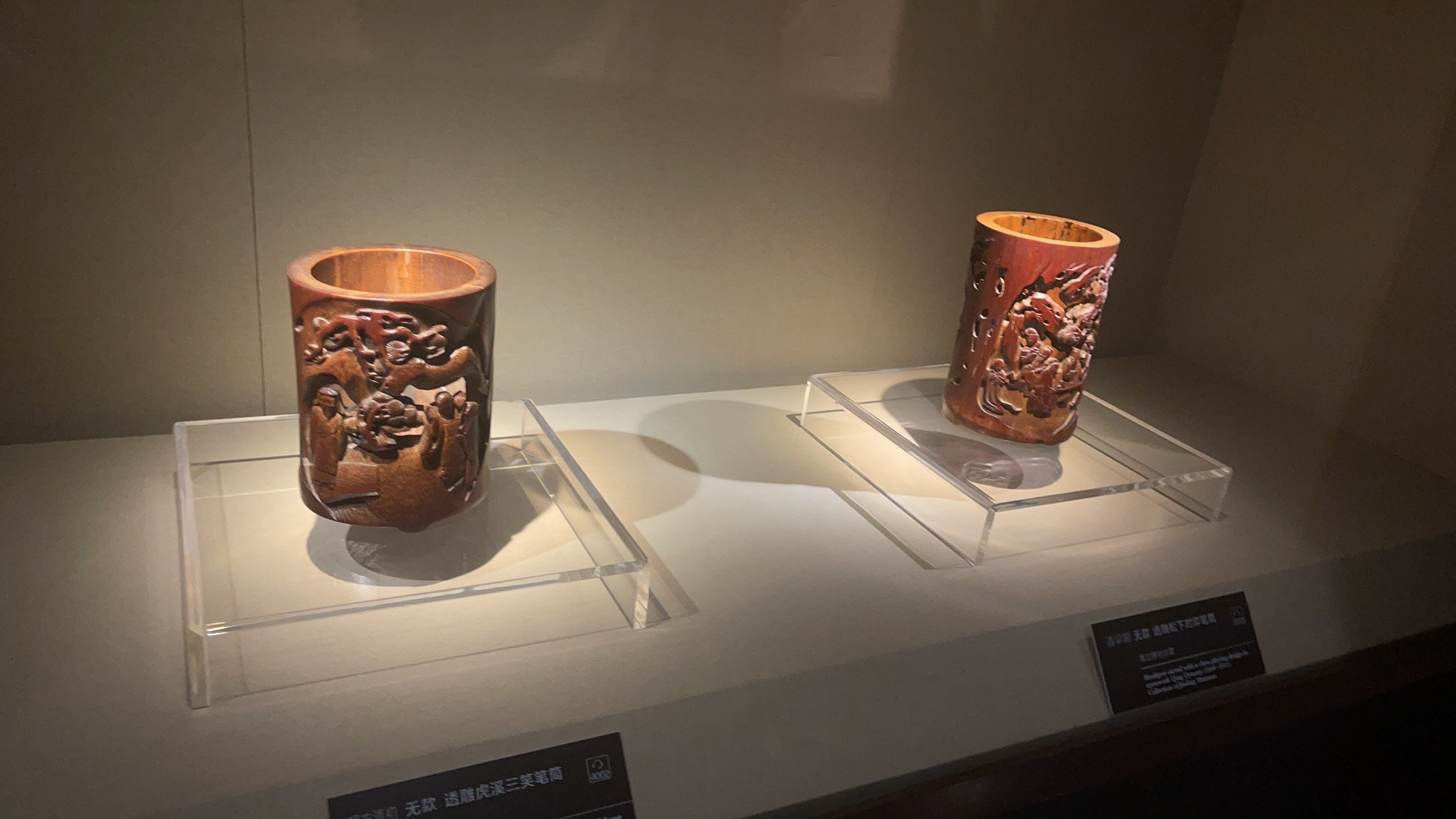
嘉定竹刻博物馆

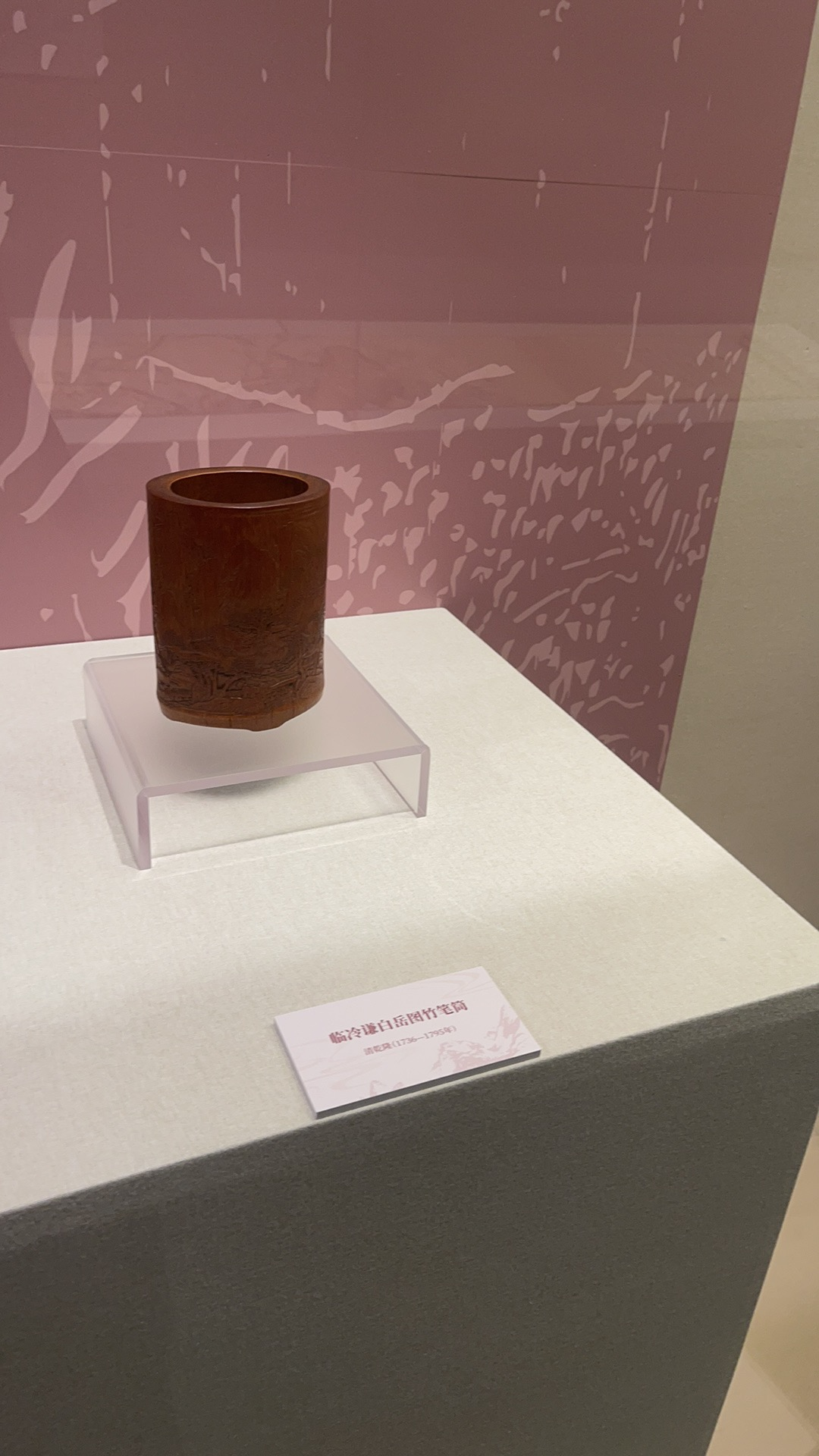
嘉定博物馆新馆陈列

## 营业时间
- 周一至周日：早上八点半至下午五点